# Strommoers
Koordinaten: 51° 31′ 19″ N, 6° 36′ 3,4″ O
Strommoers ist eine Flurbezeichnung am Nordrand der Stadt Moers (auf dem Gebiet des Stadtteiles Rheinkamp im Ortsteil Kohlenhuck, am Fuße der Kohlenhuck-Bergbauhalde, anliegend an der Rheinberger Straße) im Grenzbereich zum Rheinberger Ortsteil Winterswick.
Im Flurbereich westlich der Rheinberger Straße befinden sich einige bewohnte und landwirtschaftlich genutzte Gebäude, u. a. Überbleibsel des historischen Hofgutes Strommoers (erstmals schriftlich erwähnt um 1050 n. Chr.) mit dem Haus des jeweiligen Abtes von Kloster Kamp sowie der (noch in gelegentlicher Benutzung befindlichen) historischen Hofkapelle.

## Das historische Hofgut Strommoers
Der große Gutshof, seit der preußischen Zeit auch als Rittergut bezeichnet, ist ab dem Hochmittelalter urkundlich nachweisbar. Das zu den Pfründen von verschiedenen Klöstern gehörende, im Jahre 1256 an das Zisterzienserkloster Kamp verkaufte Gut Strommoers (ursprünglich Mursa, Strommurse und ähnliche Schreibweisen) lag im nördlichsten Bereich von Kohlenhuck am von Repelen Richtung Rheinberg fließenden Moersbach (einem ehemals schiffbaren Altrheingewässer).

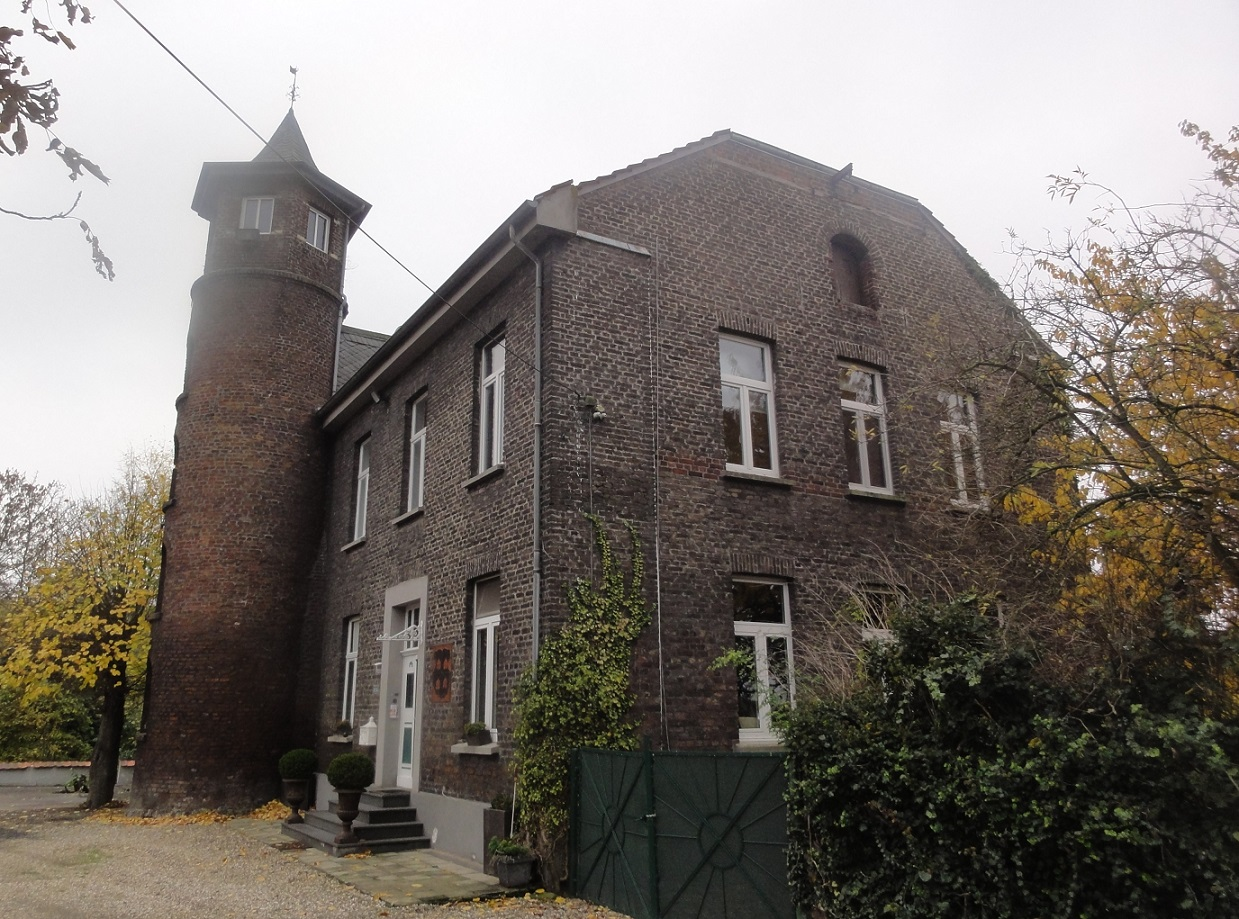
Strommoers – Hofgut mit Turm, ehemalige Abtwohnung

Das Hofgut Strommoers wird bereits vor 1003 im Güterverzeichnis der Benediktiner-Abtei Werden erwähnt. Im Jahre 1003 ging das Hofgut, damals noch „Mursa“ genannt, von der Abtei Werden als Stiftung an die Abtei Sankt Kunibert in Deutz und 1020 von dort als Schenkung an die Abtei Maria im Kapitol.
Das Gut "Mursa" behielt diesen Namen, bis etwa seit dem Beginn des 13. Jahrhunderts die Bezeichnungen "Stromorse" und "Stramorse" (und ähnlich) auftauchten. Diese nähere Kennzeichnung des Ortes diente zur Unterscheidung von der Bedeutung gewinnenden und 1300 zur Stadt erhobenen Residenz "Murs" (das heutige Moers). Strom-Moers war demnach der Ort am noch offenen, befahrbaren Stück des alten Rheinarmes (heutigen Moersbaches), der eine nicht geringe Breite hatte und das Strommoerser Meer oder "het Meer" hieß.
Als der Abt des Klosters Deutz zwischen 1155 und 1165 eine Inspektionsreise zu den Klosterhöfen in den Niederlanden machte, kam er über den Rhein zu Schiff nach Halen (um 1596 herum beim heutigen linksrheinischen Duisburg-Baerl im Rhein versunkene Ortschaft), ritt mit seiner Begleitung von dort nach Strommoers und fuhr von hier aus mit einem Schiff weiter. Obwohl die damals noch sehr langgestreckten Meere bei Moers, Repelen und Strom-Moers durch Wasserrinnen miteinander in Verbindung standen, war doch die Fahrt mit einem Schiff von Halen nach Rheinberg nicht mehr möglich. Zwischen den Meeren lagen bruchige, sumpfige Stellen, durch die sich, wenn kein Hochwasser war, matt und mühsam die Moerse, die Morastige, schlängelte.
Im Jahre 1256 verkaufte die Deutzer Abtei das Hofgut mit allen Appertinentien (Liegenschaften) und Hörigen gegen eine jährliche Rente von 9 Mark und 6 Schilling kölnisch an das Zisterzienser-Kloster Kamp. Der Verkauf wurde vom Erzbischof von Köln Konrad von Hochstaden bestätigt. Von den Hörigen werden nur zwei ausgenommen: Gerhard Proco, von dem Vogt Heinrich von Asdonk seit langer Zeit als Richter abgestellt – und Gerhard Crusbule, wahrscheinlich der Pächter des Gutes.
Zum Hofgut gehörte seit jeher eine eigene Kapelle. Man geht davon aus, dass diese 1147 erstmals schriftlich erwähnte freie Hofkapelle von Strommoers (libra curtis capella) zu diesem Zeitpunkt schon ein hohes Alter besaß.
Die Äbte von Kloster Kamp übernachteten regelmäßig in einem besonderen Gebäude, der Abtwohnung, von der noch alte Reste, insbesondere ein Wohnhaus mit Turm, vorhanden sind. 1382 verstarb dort der Kamper Abt Adam von Lövenich.
Am 22. Februar 1441 wurde der Ort Opfer einer Feuersbrunst. Es verbrannte die Scheune mit allen Vorräten, vierzig Schweine erstickten. Einige Pferde und die Kühe wurden gerettet. Nur die Kapelle und das Haus des Abtes blieben verschont. Brandstifter war ein Reinerus Bolten, der drei Jahre später anlässlich einer Straftat in Alpen erwischt wurde und dort die Brandlegung gestand, die er auf Anstiftung durch einen Dritten begangen hatte. Aufseher und Verwalter des Gutes war zu diesem Zeitpunkt der Converse Gerhard Loeff aus Geldern. Die Gebäude wurden mit hohen Kosten und mit Hilfe von Freunden wieder aufgebaut, insbesondere des Wilhelm Hämmer aus Köln, Vater des Mitbruders Gisbert Hämmer, der vordem Beichtvater im Frauenkloster zu Eppinghoven gewesen war. Unter Abt Carolus Reinhardt (Reiner) wurde das Hofgut vor 1622 für 6000 Reichstaler verpfändet. Infolge eines langen Rechtsstreites der Abtei Kamp mit den Herren Maximilian und Gotthard von Millendonk zu Frohnenbruch und Hoerstgen wurde das Hofgut 1693 und 1695 arg verwüstet und unter Abt Wilhelm III. Norff aus Rheinberg (1705–1726) wieder vollständig restauriert.

## Nach der Säkularisation
Zusammen mit der Abtei Kamp wurde auch Strommoers am 6. Oktober 1802 durch die napoleonische Besatzung säkularisiert. Die Kapelle wurde vorübergehend Pferdestall und Scheune.
Nach dem Übergang der französisch besetzten Rheinlande an Preußen, wurde das Gut nach 1802 von der preußischen Domänenverwaltung verkauft, wobei es in der Folge amtlicherseits als Rittergut bezeichnet wurde und die jeweiligen Besitzer zeitweise stimmberechtigt im preußischen Kreistag des ehemaligen Kreises Moers und im Landtag waren.
Die Witwe Bartels erwarb 1810 das Gut; die Kapelle wurde später wieder als Gotteshaus genutzt und dort wurde auch eine Sonntagsmesse gefeiert.

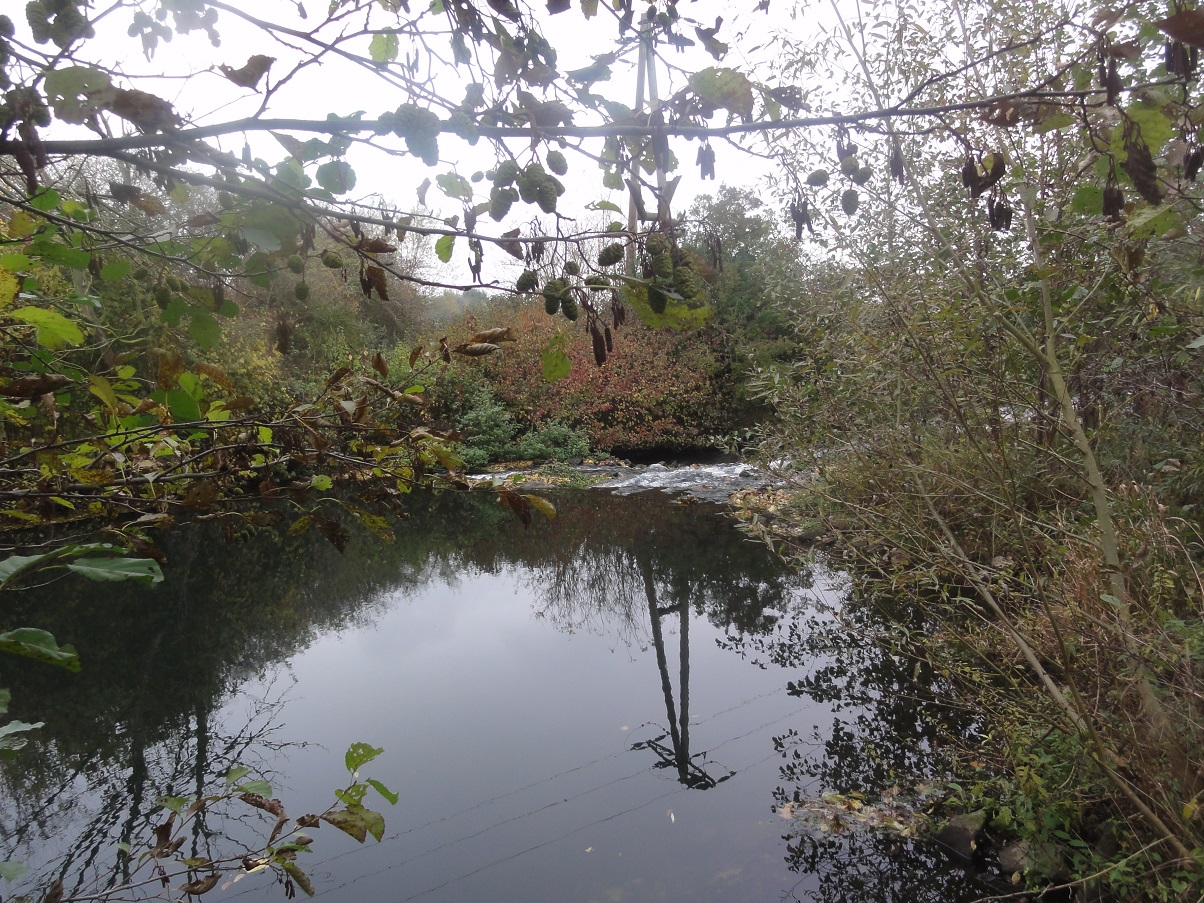
Strommoers – ehemals schiffbarer Moersbach

Nachweisbare Käufer und Eigentümer bis 1883 waren:
- 1810 Witwe Bartels
- 1832 Familie Dübler
- 1837 Gebrüder Oettinger (oder Oettgen)
- 1857 die Gebrüder Kauffmann aus Köln
- 1883 Josef Rotes

Der damalige Besitzer „Oettgen“ nahm am 11. Provinzial-Landtag der Rheinprovinz 1854 als Abgeordneter des „Rittergutes Strommoers“ für die Ritter des Kreises Moers teil. Danach muss die Berechtigung für ein Rittergut erloschen sein, da der Eigentümer in den Jahren von 1883 bis 1894, „Josef Rotes“, nur als Gutsbesitzer in Strommoers angeführt wird. Die zum Gut gehörigen Flächen betrugen 1857 noch etwa 345 Morgen.
1904 ging das Gut in den Besitz der Familie Vierhaus über, die im Jahre 1911 an der Rheinberger Straße eine Schweinemästerei und ein Gaststättengebäude errichtete. 1944 fiel die Schweinemästerei einem Bombenangriff zum Opfer.
Im Jahre 1988 ging das Hofgut mit Kapelle, einigen zugehörigen Gebäuden und umliegendem Gelände in den Besitz der Ruhrkohle AG über, die im Kreise Moers Kohlebergbau betrieb. Das Gaststättengebäude mit Nebengebäude befindet sich seit 1999 im Besitz des jetzigen privaten Betreibers.

## Die Hofkapelle Strommoers

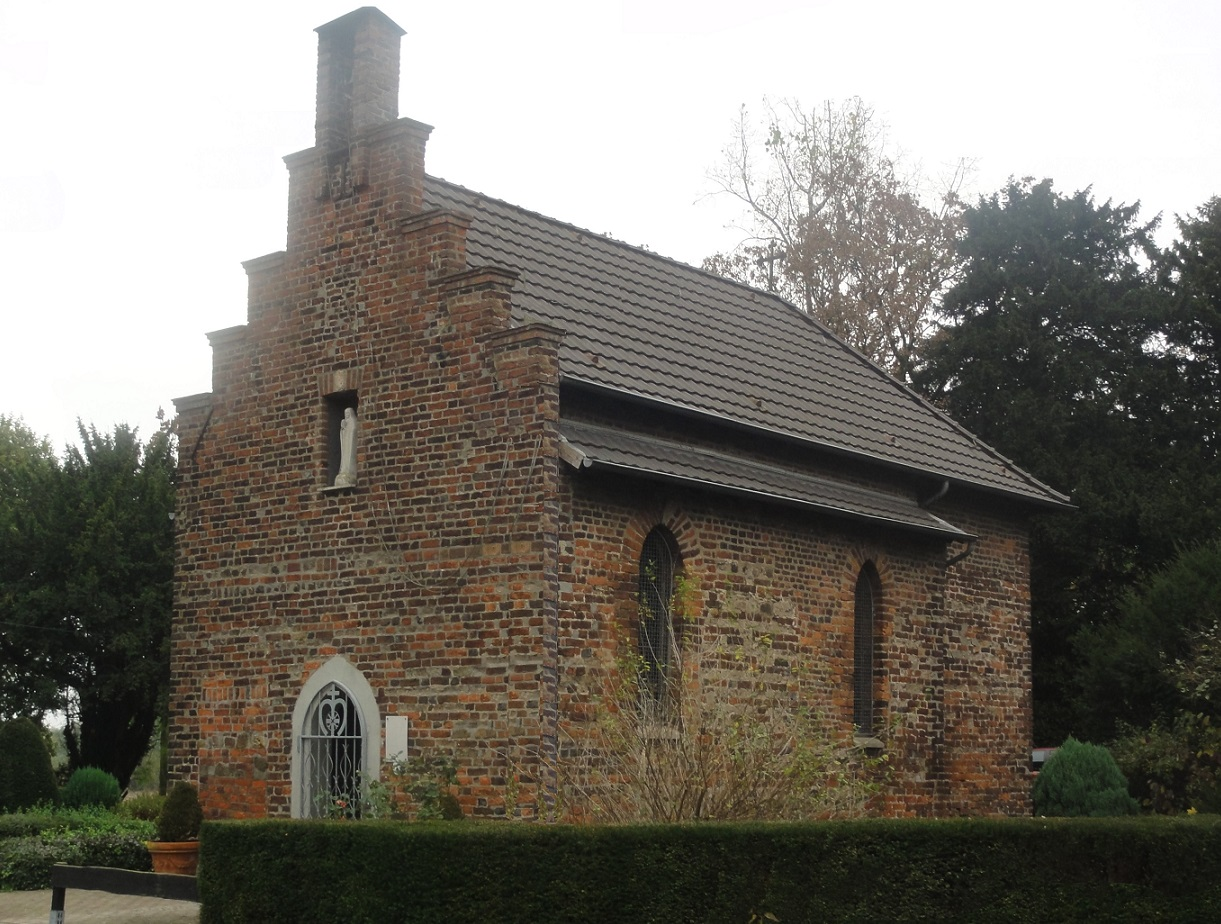
Die historische Hofkapelle

Im Garten des Anwesens steht die kleine Backstein-Kapelle (Marien-Kapelle) des alten Gutshofes. Im Jahre 1147, dem Jahre des 2. Kreuzzuges, war die erste (Vorläufer)-Kapelle bereits vorhanden, die damals wahrscheinlich schon ein ziemliches Alter besaß. Wegen Baufälligkeit oder weil sie zu klein geworden war, wurde im Jahre 1298 am selben Orte eine zweite, die heutige, Kapelle errichtet und eingeweiht. Bei dem Brandanschlag vom 22. Februar 1441 auf das Hofgut wurde die Kapelle verschont. Das kleine Gotteshaus lag räumlich im Repelener Pfarrbereich, doch es unterstand der Pfarre nicht, es war seit Anbeginn eine freie Hofkapelle.
Bis zur Einweihung der St.-Anna-Kirche in Rheinberg im Jahre 1968 wurden in Strommoers noch regelmäßig Gottesdienste abgehalten. 1988 ging die Kapelle (mit dem Hofgut) in den Besitz der Ruhrkohle AG über. Mit Unterstützung durch die Eigentümerin Ruhrkohle AG und das Bistum Münster renovierten im Sommer 1991 die Schützenbrüder der Marienbruderschaft Rheinberg-Winterswick die Marien-Kapelle (nach der die Bruderschaft sich benennt) und brachten sie in einen würdigeren Zustand. Neu sind der Altar, der Ambo und der Kerzenleuchter.
Am 20. März 1993 wurde die Kapelle von Weihbischof Heinrich Janssen eingeweiht und ihrer weiteren Bestimmung übergeben. Heute steht die Kapelle unter Denkmalschutz, ist ein nur wenigen Bänken Raum bietendes Miniaturkirchlein aus schwarzbraunen Feldbrandsteinen.

## Strommoers heute

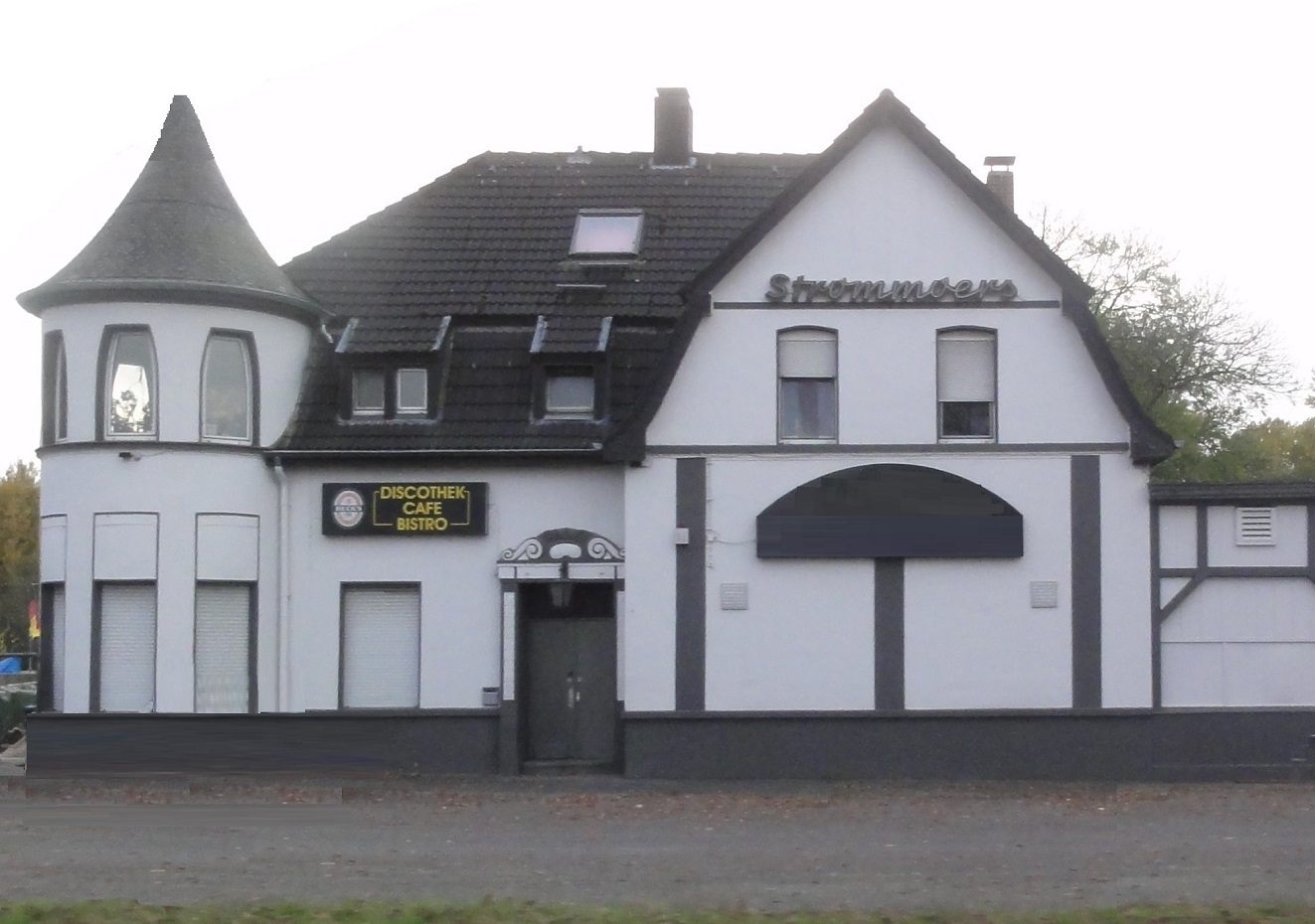
Gastronomie an der Rheinberger Straße

Im Jahre 2016 sind von dem gesamten ehemaligen stattlichen Anwesen nur noch einige Restgebäude erhalten, u. a. das Wohngebäude des Abtes mit historischem Turm, sowie die kleine, 1298 eingeweihte Hofkapelle, zugänglich über einen kurzen Stichweg von der Rheinberger Straße aus.
Der ehemals schiffbare Moersbach ist jetzt ein schmaler Kendel. Er verläuft am Fuße der Kohlenhuck-Halde und ist am Gutshof zu einem kleinen Teich verbreitert. Von der Hauptstraße direkt einsehbar ist lediglich das 1911 errichtete Gebäude (mit Nebengebäude), das seit Jahren als Eventgastronomie (u. a. Diskothek) bekannt ist und auf dessen Front sich der Schriftzug „Strommoers“ befindet.